# クリストファー・レマー
クリストファー・レマー（Christoffer Remmer、1993年1月16日 - ）は、デンマーク・ビズオウア出身のプロサッカー選手。モルデFK所属。ポジションはDF。スナユスケ・フッボルト所属。

## 経歴

### クラブ
FCコペンハーゲンのアカデミーで育成され、2012-13シーズンにアンドレアス・コルネリウスらと共にトップチームに昇格した。2012年8月のエスビャウfB戦でプロデビュー。33分から途中出場すると、早速マルティン・ヴィンゴーアのゴールをアシストした。
2016年8月、ノルウェーのモルデFKに移籍。
2019年7月16日、KVCウェステルローへ3年契約で移籍した。
2022年6月7日、スナユスケ・フッボルトに移籍した。

### 代表
各年代でデンマーク代表に選出されている。

## タイトル

### クラブ
コペンハーゲン
- デンマーク・スーペルリーガ (2): 2012–13, 2015–16
- デンマーク・カップ (2): 2014–15, 2015–16

ウェステルロー
- ベルギー・ファースト・ディビジョンB (1): 2021–22